# Safe (canción de Westlife)
«Safe» es el primer sencillo de la banda pop irlandesa Westlife de su decimoprimer álbum de estudio, Gravity. El sencillo se lanzó en Reino Unido el 14 de noviembre por descarga digital, con un sencillo físico el 8 de noviembre. Mark Feehily lo confirmó vía Twitter que el sencillo estaría disponible en Irlanda el 12 de noviembre de 2010, tres días antes que el resto del mundo. El B-side del sencillo, "Please Stay," fue grabado en el 2009, y fue prometido para incluirse en el próximo sencillo después de "What About Now".

## Historia
La decisión para lanzar 'Safe' como primer sencillo del nuevo álbum de la banda fue por su productor ejecutivo, Simon Cowell. Cuando lo entrevistaron sobre su decisión, Cowell dijo, "Es una canción fabulosa, y no me sorprendería que se convierta en un éxito." La canción fue escrita por el productor del álbum John Shanks y James Grunder, el líder de la banda de rock Golden State. En una entrevista para la página oficial de la banda, Grundler reveló el proceso de escritura de la canción:
"Nos sentamos en el piano, y Joh comenzó a hacer algunos estribillos. Comenzamos a tocar la música hasta que se llegó a un sentimiento. Salí de la ciudad poco después porque mi padre estaba incluido en la sala de universidades de atletismo en Pensilvania. Seguí escribiendo ideas en la computadora cada vez que podía. Recuerdo haberme sentado en una silla en la casa de mi tía, en su sótano, cuando todo me llegó. Canté una idea en la computadora y se la envíe a John. Estabamos tan estáticos sobre la canción y sabíamos que teníamos algo hermoso, un clásico atemporal. La letra son de una perspectiva exterior, por ejemplo, sí estuvieras mirando a alguien de lejos, y quizás tienes un interés en ellos, pero cada vez que los ves, parecen que han pasado por momentos difíciles en su vida. Y, sí por un sólo momento, desearías poder llegar y hacerlo mejor. La inspiración para la canción salió de la experiencia de vida. Hay un café en que yo solía visitar cuando me encontraba con mi padre en Pensilvania - y cada vez que estabamos ahí, veía a una chica atractiva sentada en una mesa en la parte posterior. Tenía una mirada, como sí algo terrible había sucedido, y lo único que quería hacer era llegar a ella y consolarla. Para mí cuenta la historia de coraje, espíritu, y deseo.".
El 30 de septiembre de 2010, la banda oficialmente reveló la fecha de lanzamiento del sencillo. El 22 de octubre de 2010, la portada del sencillo fue revelada por Mark Feehily. El lanzamiento del sencillo fue cambiado del 7 de noviembre al 14 de noviembre en 27 de octubre de 2010.

## Críticas
El sencillo recibió críticas positivas de los fanes y críticos. Popjustice.com dijo,
"Es un poco en Derren Brown cuando él pasa los días, semanas o meses programando a alguien en un día, cuando él viene y están en sus hombros, todo se inunda y pueden hacer algo asombroso como volar una cometa o hacer algo con los ojos cerrados, etc. Es cómo los últimos ocho o tantos años de The X Factor, con los tonos sonando cada vez que alguien hace algo feliz o triste, nos ha programado que un pro de ésta canción de Westlife nos hace sentir como sí estuvieramos en un campo de entrenamiento. Se siente muy bien de hecho."
Mientras que 4music.com destacó en parte de la letra diciendo, "Incluye joyas como 'Tirándome como las estrellas / Eres como la gravedad.' Quién habría pensado que la física podría tener tanta influencia en la música pop." Music All Stars dijo que "Safe" es buena, tiene el movimiento típico de Westlife en canciones conmovedoras pero creo que los chicos irlandeses han dado pasos mejores en los primeros sencillos en el pasado." Music-news.com dijo,
Westlife rgeresó con su oferta más conmovedora hasta la fecha. El nuevo sencillo Safe muestra un peso emocional de un impresionante cojjunto a la altura de sus poderes. Grabada en Los Angeles, con el legendario productor John Shanks, la balada alza al cuarteto en su forma más desnuda. 'Estoy arrastrándome en el piso para buscarte/Soy un accidente que ves' que canta Mark Feehily tiene el efecto de girar las cabezas. Más de una década en su carrera, y diez álbumes en línea, ninguna competencia hace tiempo había quedado en el camino de un equipo cuya capacidad de campana con tanta habilidad con el paisaje emocional de su público sigue siendo empañado."

## Promoción
Un fragmento de 30 segundos de la canción fue escuchada el 19 de septiembre, en el programa en audiciones finales de la competencia de talento The X Factor. El 26 de septiembre y el 2 de octubre, la canción recibió un adelanto de 60 segundos en diferentes países. El 3 de octubre, un fragmento de 40 segundos fue publicada en la página web de la banda. Amazon.com fue el primero en tener un enlace para pre-ordenar el sencillo el 4 de octubre. El 6 de octubre, la letra oficial fue lanzada.
Enviaron el sencillo a las radios de Reino Unido e Irlanda el 4 de octubre. El sencillo debutó en la semana de la radio BBC Radio 2 el 16 de octubre. Tuvieron una gira de radio confirmada en Escocia. El 22 de octubre de 2010, anunciaron su gira en las regiones de Reino Unido. La radio HR3 primero confirmó la canción en Alemania el 16 de octubre de 2010. Posteriormente, se optaron por promover en el mercado internacional, teniendo reuniones. Tuvieron entrevistas con la radio RTHK Rado 2 en Hong Kong, con la revista Kamanku Magazine, y Tabloid Nova en Indonesia, Daily Joog-ang en Corea del Sur y Sayidaty en Oriente Medio el 5 de noviembre de 2010. En el mismo día, Nicky escribió en Twitter que él haría entrevistas de teléfono en otros países no mencionados anteriormente, Tailandia, Filipinas, Taiwán, Suecia, Suiza, y Sudáfrica. Presentarán el sencillo en vivo en X Factor el 14 de noviembre de 2010 que coincide en la promoción de Gravity y el cara a cara con otras boy bands, como Take That y JLS.

## Vídeo musical

### Historia y lanzamiento
Cuando les preguntaron sobre el vídeo musical, Shane Filan dijo, "Hay un poco de actuación y estamos involucrados en todas escenas diferentes. Estamos lanzando un poco la palabra seguro y haciéndolo 'inseguro' - tratando de detener a las personas 'inseguras'. Somos los héroes - aunque no tenemos capas (risas). Son historias de vida real puestas en un vídeo." 
Dijeron que lo filmaron el 21 de octubre de 2010 en Londres. El vídeo se debía filmar en septiembre pero hubo un retraso. El estreno del vídeo entero se esperó dos semanas después del 20 de octubre de 2010. El escenario necesitó tres actores más de Westlife para ello. Byrne comentó sobre él en el vídeo, "¡La escena se pasa en toda la mañana corriendo por los pasillos a travès de las puertas hasta las escaleras! Me sentí como Brad Pitt... Parecía más a la axila." Poco después, fotos y la localización exacta dónde debían grabar fue revelado por Egan y Feehily. Daily Star imprimió fotos con Egan y Feehily en una escena de vídeo de las secuales de un accidente de coche. El vídeo musical fue dirigido por Sean De Sparengo. El vídeo entero se estrenó el 4 de noviembre de 2010 en el sitio oficial y en los canales de música de Reino Unido.

### Sinopsis
El vídeo fue filmado en diferentes lugares, todo sucedió en Londres; en Wimbledon Road, el Hospital de Neurodiscapacidad, y un bar. Aceshowbiz.com agregó, "Mientras que Kian Egan viene al rescate de Mark Feehily, Shane Filan y Nicky Byrne salvan a una mujer de ser golpeada y de que se suicide. Shane Filan defiende a una mujer cuando su novio está a punto de pegarle, Nicky Byrne previene a una mujer de saltar de un techo, y Kian Egan ayuda a Mark Feehily en un accidente de auto. Todas las escenas en el vídeo de "Safe", incluyendo el accidente de auto, fueron hechas sin ningún tipo de especialista. "Fue lo más divertido grabando el vídeo," dijo Mark. "Queríamos hacer las acrobacias nosotros mismos."

## Lista de canciones
1. "Safe" (Single Mix) - 3:52
2. "Please Stay" - 3:45[34]

## Lanzamiento
| Región                  | Fecha                         | Formato                       | Sello      |
| ----------------------- | ----------------------------- | ----------------------------- | ---------- |
| Reino Unido             | 4 de octubre de 2010          | Radios                        | Syco Music |
| Irlanda                 | 4 de octubre de 2010          | Radios                        | Syco Music |
| 12 de noviembre de 2010 | Descarga digital, CD Sencillo |                               | Syco Music |
| Reino Unido             | 14 de noviembre de 2010       | Descarga digital              | Syco Music |
| Reino Unido             | 15 de noviembre de 2010       | CD Sencillo                   | Syco Music |
| Japón                   | 15 de noviembre de 2010       | CD Sencillo, descarga digital | Syco Music |
| Canadá                  | 16 de noviembre de 2010       | CD Sencillo, descarga digital | Syco Music |
| Francia                 | 16 de noviembre de 2010       | CD Sencillo, descarga digital | Syco Music |
| Estados Unidos.         | 16 de noviembre de 2010       | CD Sencillo, descarga digital | Syco Music |
| Alemania                | 26 de noviembre de 2010       | CD Sencillo, descarga digital | Syco Music |